# Heleentje van Cappelle
Hélène Madeleine (Helen) van Cappelle (Hilversum, 13 mei 1944) is een Nederlandse zangeres die als Heleentje van Cappelle (ook wel gespeld als Capelle) vooral bekend is geworden met het liedje Naar de speeltuin.

## Levensloop
Haar vader was Frans van Cappelle, accordeonist en muzikaal leider van het musette-orkest Les Gars de Paris. In 1951 zong ze samen met Kinderkoor de Karekieten en het Orkest Zonder Naam het lied Naar de speeltuin; ze was toen 7 jaar. Het lied is de Nederlandstalige versie van Pack die Badehose ein, dat werd gezongen door het Duitse kindsterretje Conny Froboess. Ger de Roos van het Orkest Zonder Naam en Willy François van Kinderkoor de Karekieten konden geen geschikte soliste vinden onder de leden van het koor, zodat Heleentje werd gevraagd als zangeres.
Volgens de oudste hitparade van Nederland, die door de KRO op de radio werd uitgezonden, stond het op 1 februari 1952 op de hoogste positie, waar het 3 maanden bleef staan. Het nummer werd gevolgd door een gelijknamige lp. In 1952 werd er een korte film gemaakt eveneens getiteld Naar de speeltuin met opnieuw Heleentje in de hoofdrol.
Naast het kinderliedje Naar de speeltuin nam Heleentje van Cappelle ook nog het nummer Meisje klein op met Annie de Reuver en in 1955 volgde nog een hitsingle Het tuintje. Ongeveer twee jaar na haar doorbraak verdween ze uit de publiciteit.
In de jaren zestig werkte ze in Max van Praags platenspeciaalhuis. Eind jaren zestig ging ze bij Philips werken. Begin jaren zeventig werkte ze onder andere als receptioniste van een hotel in Parijs. Ze trouwde in 1972 met een Franse Antilliaan uit Guadeloupe. Ze opende in Parijs een restaurant met cabaret. In 1973 was ze nog een keer op televisie te zien in een programma dat terugblikte op de jaren 50.
Op vrijdag 30 september 2011 besteedde het televisieprogramma Vermist aandacht aan Heleentje van Cappelle. Onder meer met behulp van Annie de Reuver en Marga van Praag werd geprobeerd om te achterhalen waar Van Cappelle was gebleven. Ze bleek een woonadres te hebben op Guadeloupe en ze werkte in Frankrijk in een hotel in Grasse. Ze had ervoor gekozen om uit Nederland weg te gaan om niet steeds opnieuw met het kinderliedje Naar de speeltuin geconfronteerd te worden. Voor het programma kwam ze naar Nederland terug om in de studio aanwezig te zijn.

## Discografie
| Single met eventuele hitnotering(en) in de Nederlandse Top 40 | Datum van verschijnen | Datum van binnenkomst | Hoogste positie | Aantal weken | Opmerkingen  |
| ------------------------------------------------------------- | --------------------- | --------------------- | --------------- | ------------ | ------------ |
| Naar de speeltuin                                             | 1951                  | -                     |                 |              |              |
| Luilekkerland                                                 | 1951                  | -                     |                 |              | B-kant       |
| Het tuintje                                                   | 1955                  | -                     |                 |              |              |
| Naar het vuurwerk                                             | 1955                  | -                     |                 |              | B-kant       |
| Naar de speeltuin                                             | 2011                  | -                     |                 |              | met Jo Benna |